# أوديسه روشي
أوديسه روشي (Odise Roshi) (22 مايو 1991 في فيير في ألبانيا – )؛ هو لاعب كرة قدم كان يلعب كمهاجم. يلعب مع منتخب ألبانيا لكرة القدم منذ عام 2011.

## وصلات خارجية
- أوديسه روشي على موقع الاتحاد الدولي (مؤرشف)  (الإنجليزية)
- أوديسه روشي على موقع الاتحاد الأوربي (الإنجليزية)
- أوديسه روشي على موقع قاعدة بيانات كرة القدم.إي يو (الإنجليزية)
- أوديسه روشي على موقع بيانات كرة القدم. دي إي (الألمانية)
- أوديسه روشي على موقع ناشيونال فوتبول تيمز (الإنجليزية)
- أوديسه روشي على موقع Soccerway.com (الإنجليزية)
- أوديسه روشي على موقع عالم كرة القدم.نت (الإنجليزية)
- أوديسه روشي على موقع AS.com (الإسبانية)